# Szathmáry Király Pál
Szathmáry Király Pál (Boldva, 1726. május 6. – Hangács, 1807. május 7.) testőrtiszt, mérnök, festőművész.

## Életpályája
Apja Szathmáry Király Ádám, II. Rákóczi Ferenc apródja volt, aki a bujdosásba is elkísérte a fejedelmet, s erről irodalmi és történelmi értékű naplót írt. Fia, Szathmáry Király Pál Mária Terézia testőrtisztjeként teljesített szolgálatot Bécsben. Itt képezte magát a festészet terén, de azt nem tudni, hogy rendszeres oktatásban részesült-e, vagy festménymásolással magát képezte. Testőrtiszti önarcképét, amit még Bécsben festett, a Sárospataki Református Kollégiumban azonosították, míg Czirjék Mihály testőríróról 1780 körül készült párdarabja a Magyar Nemzeti Múzeumban található.
Tizenhat évi szolgálat után hangácsi birtokára hazatérve a borsodi földmérő bizottság elnöke volt. Itthon is folytatta a festészetet, családtagjairól és önmagáról festett portrékat. Balkay Pál írta róla: „Néhai Tettes Szathmáry Király Pál úr, Hangács helységbe Borsod vármegyében; ki – valamint az 1760-ik esztendőben felállított Nemes Magyar test-őrző-sereg között való hajdani szolgálatjában Bécsben, úgy idehaza is nyugodalmas szabad óráit (igazi tehetős vagyonú ember létére) az olajjal vászonra való festés mulattató foglalatosságával töltötte. Szélesen kiterjedő Tudományát főkép a mathésisnek minden mély részeiben, naprul-napra emelvén gyakorlását a gyümölcsöknek, vad állatoknak, embereknek és más tárgyaknak természetes lefestésével annyira tökéletesítette, hogy becses és ritka szépségű munkáiért halhatatlanság jussán örök oszlopot és környülállásos Biographiát méltán érdemel.” A méltatásban említett gyümölcs- és állatképek máig nem kerültek elő.
Szathmáry Király Pál korának jeles portretistája volt, arcképei komoly lélekábrázoló képességről tanúskodnak. Hangácson szegény diákokat tanított rajzra, festésre. Leghíresebb tanítványa Szentpéteri József (1781–1862), neves ötvös és szobrász volt.